# 韋爾博韋 (卡蘭恰克區)
46°9′42″N 33°17′17″E / 46.16167°N 33.28806°E
韋爾博韋（烏克蘭語：Вербове）是位於烏克蘭南部的村莊，由赫爾松州斯卡多夫斯克區的卡蘭恰克市鎮負責管轄。該村面積11.5平方公里，海拔高度11米，2001年人口84，人口密度每平方公里7.32人。